# Šedouni
Šedouni (Hexanchiformes) jsou primitivním řádem žraloků, který zahrnuje pouze kolem sedmi recentních druhů. Jedná se o široce rozšířené vrcholové predátory, přičemž žralok širokonosý může být nebezpečný i člověku.

## Charakteristika
Jedná se o středně velké až velké žraloky, kteří jako jediní žraloci mají 6 nebo 7 žaberních štěrbin v kombinaci s jednou beztrnou hřbetní ploutví a jednou řitní ploutví. Hřbetní ploutev je přitom relativně malá a umístěna poměrně vzadu na těle. Je možné, že se jedná o adaptaci na přetočení těla břichem vzhůru, což by šedounům umožňovalo vykousávat maso z kořisti pomocí pilkovitých zubů. Páteř zasahuje až dalece do horního laloku ocasní ploutve. Spodní lalok je jen malý. Tlama je velká, oči jsou po stranách hlavy, maličké spirakulum je posazeno dalece za a nad očima. Šedouni nemají oční blánu.
Jedná se o jedny z vrcholových predátorů mořských ekosystémů. Žralok širokonosý (Notorynchus cepedianus) může být nebezpečný i člověku. O biologii šedounů toho není příliš mnoho známo. Šedouni jsou cíleně i nechtěně loveni rybáři, pročež u některých zástupců klesá jejich populace.

## Výskyt
I přes nízkou druhovou rozmanitost jsou šedouni široce rozšířeni ve všech oceánech, kde se dokázali adaptovat na různé typy habitatů od pobřežních teplejších vod po chladnější hlubší vody. Mohou se vyskytovat od extrémně mělkých vod bezprostředně u pobřeží do vod hlubokých cirka 2500 m.

## Systematika
Šedouni jsou tradičně považováni za primitivní žraloky, tzn. za jedny z nejbazálnějších žraločích kladů. Nejstarší fosilní zástupci z rodu Notidanoides pochází až z období Jury.

### Seznam recentních zástupců
Taxonomie šedounů je neustále v pohybu, jeden z novějších druhů byl (znovu)ustanoven teprve v roce 2018.
- Čeleď Chlamydoselachidae Garman 1884 – štíhlounovití
  - Chlamydoselachus Garman, 1884
    - Chlamydoselachus africana Ebert & Compagno, 2009
    - Chlamydoselachus anguineus Garman, 1884 – žralok límcový
- Čeleď Hexanchidae J. E. Gray 1851 – šedounovití
  - Heptranchias Rafinesque, 1810
    - Heptranchias perlo (Bonnaterre, 1788) – žralok sedmižábrý

  - Hexanchus Rafinesque, 1810
    - Hexanchus griseus (Bonnaterre, 1788) – žralok šedý
    - Hexanchus nakamurai Teng, 1962 – žralok Nakamurův
    - Hexanchus vitulus Springer & Waller, 1969[8][9]

  - Notorynchus Ayres, 1855
    - Notorynchus cepedianus (Péron, 1807) – žralok širokonosý